# TEP (Parma)
La TEP, acronimo storico di Tranvie Elettriche Parmensi, è una società per azioni sorta l’8 Maggio del 1948, che gestisce il trasporto pubblico di superficie nella città di Parma e provincia.

## Storia
Nel 1948 la provincia di Parma creò l'azienda speciale "TEP" per occuparsi della gestione della rete tranviaria di Parma e delle tranvie Parma-Fornovo e Parma-Marzolara, rilevate dalla Compagnia Nazionale di Trasporti e Comunicazioni (CNTC).
Il 30 dicembre 1950, la Provincia cedette al Comune di Parma la gestione delle tranvie urbane: a tal fine fu costituita l'Azienda Municipalizzata Trasporti (AMT), divenuta nel 1955 AMETAG (Azienda Municipalizzata Elettricità Trasporti Acqua e Gas). Fu l'AMT ad avviare l'esercizio della rete filoviaria il 25 ottobre 1953 con l'acquisto di 16 Fiat 2401 Cansa, che sostituirono i tram.
Nel 1965 l'AMETAG diventava AMPS (Azienda Municipalizzata Pubblici Servizi), denominazione mantenuta fino al 2005 (poi confluita nella multiutility Enìa). Nel 1967 la TEP, che nel 1954 aveva soppresso le tranvie extraurbane, assorbì le autolinee esercitate dalla Società Riunite Trasporti (So.Ri.T), gestendo così tutte le linee automobilistiche della provincia.
Nel 1975 avveniva la fusione tra il servizio trasporti urbani dell'AMPS e della società TEP provincializzata, per determinare la nascita di un'azienda unitaria per l'esercizio di tutto il settore trasporti di superficie a Parma e provincia ribattezzata TEP-ACT (Azienda Consorziale Trasporti), ma comunemente indicata come TEP, divenuta, infine, una s.p.a. nel 2001, come già accennato. Ed è proprio dal 2001, nonostante gli investimenti per il miglioramento ed espansione dei servizi offerti agli utenti senza toccare le tariffe, che la nuova TEP S.p.a. inizia a produrre utili in bilancio, in controtendenza con la maggior parte con le altre aziende di trasporto pubblico italiane, fortemente deficitarie.
Nel mese di marzo 2011 il costo del biglietto orario urbano è aumentato da un euro a un euro e venti centesimi; dal 1 gennaio 2023 la tariffa è stata portata a un euro e sessanta centesimi.

## Parco aziendale

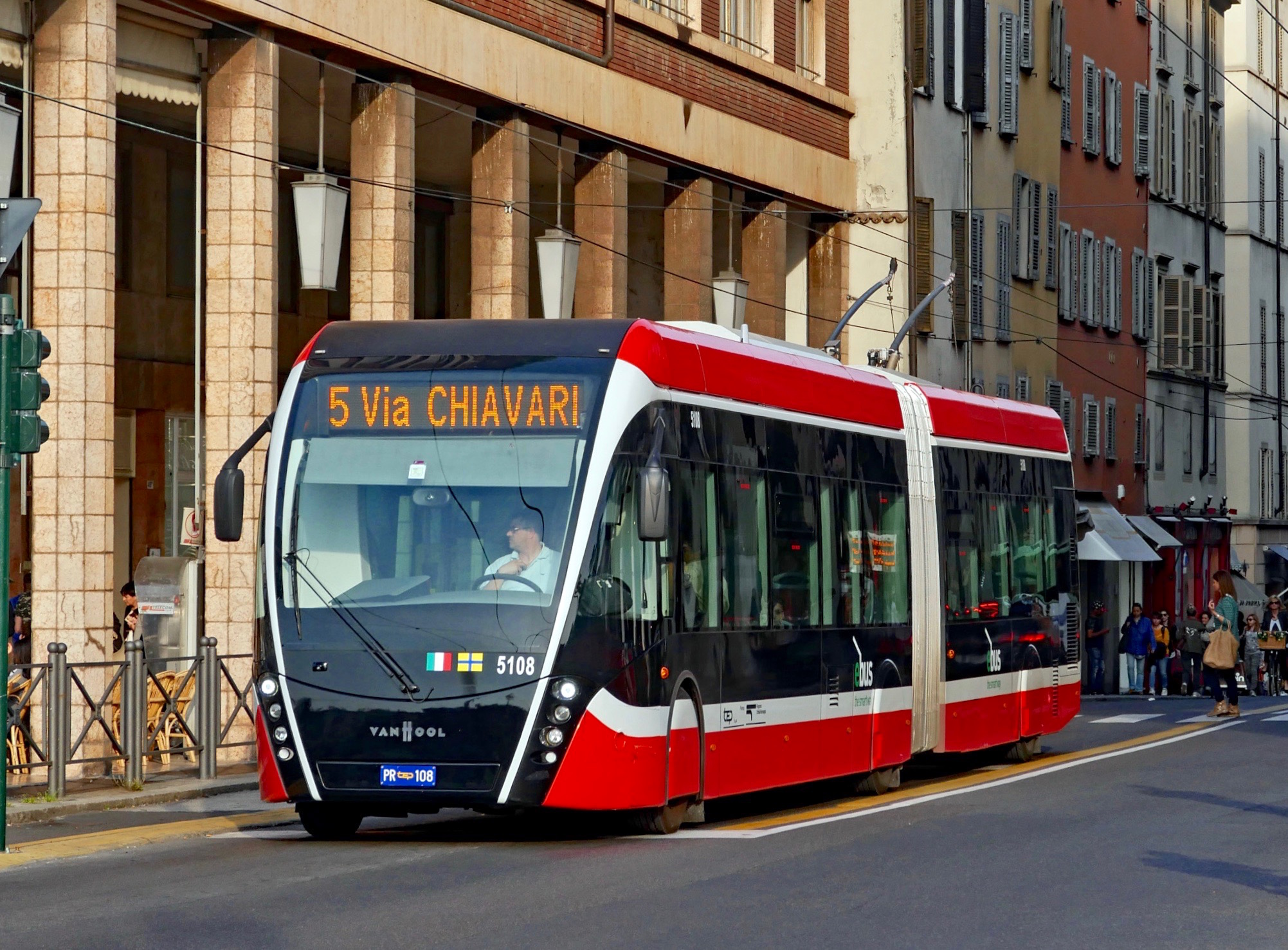
Un filobus Van Hool ExquiCity a TEP nel 2017

La flotta della TEP è costituita in parte da autobus acquistati negli ultimi anni con motorizzazioni a basso impatto ambientale e da 34 filobus di cui 23 a trazione bimodale.

## Esercizio
L'azienda gestisce in prevalenza autolinee e quattro percorsi filoviari urbani (linee: 1, 3, 4, 5).
Da alcuni anni è in vigore il servizio Happy Bus, un servizio simile allo scuolabus, a pagamento, con autobus allestiti appositamente per i bambini con giochi e intrattenimenti nel percorso casa-scuola e ritorno.
Importante il servizio Pollicino per il trasporto dei disabili su prenotazione, peraltro sempre garantito anche in caso di sciopero (dal 2011 passato in gestione all'Assistenza Pubblica di Parma col nome 'Pellicano'), ed il servizio notturno composto da 8 linee.

## Conservazione
Nel deposito sono preservate due vetture storiche, restaurate presso il Museo Nazionale dei Trasporti (La Spezia), un Fiat 2401 Cansa del 1953 (n. 014) ed un Fiat 2411 Menarini del 1959 (n. 017) entrambi equipaggiati dalla "TIBB".